# Лоредан
Лоредан (на италиански: Loredan или Loredano) е знатна италианска фамилия от Лорео, преместила се във Венеция. Представителите ѝ заемат важни обществени постове, трима от тях са дожове на Венеция, има също седем генерали.

## По-известни представители на фамилията
- Леонардо Лоредано – 75–ти дож на Венеция;
- Пиетро Лоредано – 84–ти дож на Венеция;
- Франческо Лоредан – 116–ти дож на Венеция;

## Някои от дворците на фамилията
- Дворецът Лоредан във Венеция
- Дворецът Лоредан в Санта Мария Формоса
- Още един дворец на фамилията във Венеция